# 長棘平鮋
長棘平鮋，為輻鰭魚綱鮋形目鮋亞目平鮋科的其中一種，為溫帶海水魚，分布於西北太平洋日本及韓國海域，體長可達18公分，棲息在岩石底質底層水域，卵胎生，生活習性不明。